# Liste des races asines de France
Le cheptel asinien de France compte 25 000 têtes réparties en plusieurs races dont 7 sont officiellement reconnues par le Ministère de l'Agriculture et les Haras nationaux :

## Races d'origine françaises

### Races reconnues
| Visuel | Nom                     | Année de reconnaissance | Association nationale de la race                        | Nombre de naissances en 2010 | Région d'élevage              | Description |
| ------ | ----------------------- | ----------------------- | ------------------------------------------------------- | ---------------------------- | ----------------------------- | --- |
|        | Âne bourbonnais         | 2002                    | Association française de l’âne bourbonnais              | 17                           | Auvergne                      | Toisant de 1,18 m à 1,32 m au garrot, il est trapu avec une longue queue ; sa robe est nuancée dans les tons chocolat avec une bande cruciale et le ventre et le bout du nez gris à gris clair. |
|        | Âne de Provence         | 2002                    | Association de l’Âne de Provence                        | 77                           | Provence                      | Il mesure entre 1,20 m et 1,33 m au garrot ; sa robe est à dominante gris tourterelle pouvant varier du gris très clair au gris très foncé nuancé de roux et de marron avec une bande cruciale bien marquée ; le tour des yeux est souvent blanc ainsi que le bout des lèvres et l'encolure est épaisse.                                                   |
|        | Âne des Pyrénées        | 1997                    | APY - Association nationale ânes et mulets des Pyrénées | 57                           | Sud et sud-ouest de la France | Comprenant deux types : gascon et catalan. Le gascon est de petite taille alors que le catalan peut mesurer jusqu'à 1,60 m au garrot ; sa robe est noire brillant à bai brun foncé avec le bout du nez, le contour des yeux et le ventre décolorés ; le poil est très ras, les oreilles sont grandes et bien droites.                                      |
|        | Âne du Cotentin         | 1997                    | Association de l'Âne du Cotentin                        | 139                          | Manche                        | Il mesure entre 1,15 m et 1,35 m au garrot ; sa robe est gris cendré, gris bleuté ou tourterelle avec ou sans zébrures sur les membres et raie de mulet ou bande cruciale ; le ventre est gris-blanc, les oreilles sont plus foncées sur les contours et à la base.                                                                                        |
|        | Âne grand noir du Berry | 1994                    | Association française de l’Âne Grand Noir du Berry      | 45                           | Cher et Indre                 | Il mesure entre 1,35 m et 1,45 m au garrot ; sa robe est bai brun à bai brun foncé sans bande cruciale (bande de poils foncés au travers du garrot) ni raie de mulet (bande de poils foncés le long du dos) et sans zébrures ; le ventre est gris-blanc ainsi que le bout du nez et le contour des yeux, les oreilles de grande dimension et bien droites. |
|        | Âne normand             | 1997                    | Association de l’Âne Normand                            | 56                           | Basse-Normandie               | Il mesure de 1,10 m à 1,25 m au garrot ; sa robe est bai brun avec bande cruciale, le ventre est gris-blanc, les oreilles de bonne dimension bien ouvertes avec l'intérieur plus clair, et l'œil a un contour blanc. |
|        | Baudet du Poitou        | 1884                    | Association Nationale des Races Mulassières du Poitou   | 209                          | Deux-Sèvres                   | Il mesure entre 1,40 m et 1,56 m au garrot et pèse de 300 kg à 410 kg ; sa robe est velue et va du bai brun au noir, les oreilles sont grandes et en éventail. C'est une race de grands ânes destinée à la production mulassière. |

### Race en cours de reconnaissance
| Visuel | Nom       | Association nationale de la race | Nombre de naissances en 2010 | Région d'élevage | Description |
| ------ | --------- | -------------------------------- | ---------------------------- | ---------------- | --- |
|        | Âne corse | A Runcata                        |                              | Corse            | Il mesure 1,17 m au garrot; sa robe est gris très clair. Le noir est issu du croisement avec des ânes Catalans. |

## Races d'origine étrangère élevées en France
On note aussi la présence sur le territoire national d'autres races d'ânes comme :
| Visuel | Nom               | Nom français   | Pays d'origine | Association française de la race | Région d'élevage | Description |
| ------ | ----------------- | -------------- | -------------- | -------------------------------- | ---------------- | ----------- |
|        | Âne andalou       | Anko du Perche | Espagne        |                                  |                  |             |
|        | Âne pie d'Irlande |                | Irlande        |                                  |                  |             |
|        | Âne sarde         |                | Italie         |                                  |                  |             |